# Aerovis Airlines
Aerovis Airlines is een Oekraïense luchtvrachtmaatschappij met thuisbasis in Rivne.

## Geschiedenis
Aerovis Airlines werd opgericht in 2002 als Shovkoviy Shiyah Airlines. In 2003 werd de huidige naam ingevoerd. Aerosvit Airlines werkt nauw samen met Silk Way Airlines uit Azerbeidzjan.

## Vloot
De vloot van Aerovis Airlines bestaat uit:
- 4 Antonov AN-12BP